# ویلهو تولوس
ویلهو تولوس (انگلیسی: Vilho Tuulos؛ ۲۶ مارس ۱۸۹۵ – ۲ سپتامبر ۱۹۶۷) ورزشکار پرش سه‌گام اهل فنلاند بود.
وی در مسابقات کشوری و بین‌المللی در مجموع برندهٔ ۱ مدال طلا، ۲ مدال برنز شده‌است.